# Lars Figura
Lars Figura (* 25. März 1976 in Bremen) ist ein deutscher Rechtsanwalt und ehemaliger Leichtathlet, der auf die Sprintdisziplin des 400-Meter-Laufes spezialisiert war.
Er besuchte das Schulzentrum Flämische Straße im Bremer Stadtteil Huchting und nahm während seiner dortigen Schulzeit von 1988 bis 1991 als Sprinter am Schulsportwettbewerb Jugend trainiert für Olympia (JtfO) teil. Als bestes Ergebnis konnte er einen zweiten Platz im Bundesfinale verbuchen. Nach seinem Wechsel an das Schulzentrum Delfter Straße partizipierte er auch im JtfO-Basketballturnier.
1996 stieg Figura als Konditionstrainer bei den Jugendfußballmannschaften des SV Werder Bremen, für den auch er startete, ein. Zwischen 1997 und 2002 gehörte Figura der deutschen Leichtathletiknationalmannschaft an. 1997 war gleichzeitig auch das Jahr, in dem er sich mit der Bronzemedaille über 400 Meter bei den Deutschen Hallenmeisterschaften und der gleichen Platzierung mit der deutschen 4-mal-400-Meter-Staffel bei den U23-Europameisterschaften im finnischen Turka erstmals Podestplätze bei größeren Wettkämpfen sicherte. In den folgenden Austragungen der Deutschen Hallenmeisterschaften konnte Figura seine Leistungen stetig verbessern und gewann 1998 die Silbermedaille, bevor 1999 der erste Deutsche Meistertitel folgte. Die Hallenweltmeisterschaften im gleichen Jahr in Maebashi schloss er als Sechster des Finals ab. Gemeinsam mit den Staffelkollegen gelang ihm der Gewinn der Silbermedaille bei den Halleneuropameisterschaften 2000 in Gent, während er im Einzelfinale über 400 Meter einen undankbaren vierten Platz belegte. Am 20. November 2000 wurde nach mehrwöchigen Spekulationen der Wechsel Figuras aus der Hansestadt zur LG Olympia Dortmund offiziell bekanntgegeben.
Sein aus sportlicher Sicht erfolgreichstes Jahr erlebte Lars Figura 2001, als ihm sowohl bei den Hallen- als auch bei den Freiluftmeisterschaften jeweils der Doppelsieg zum Deutschen Meistertitel über 400 Meter und mit der Staffel gelang. Zudem errang er mit der Staffel beim Europacup in seiner Heimatstadt Bremen den dritten Platz. Bei der wenige Wochen später im kanadischen Edmonton ausgetragenen Weltmeisterschaften belegte die deutsche 4-mal-400-Meter-Staffel mit Figura den siebten und letzten Platz im Finale.
Im Frühjahr 2002 kam es zu einem überregional Beachtung findenden wochenlangen Streit um einen erneuten Vereinswechsel Figuras. Die LG Olympia Dortmund hatte ihm und anderen Athleten am 24. September 2001 zu verstehen gegeben, dass finanzielle Probleme bestünden und es den Sportlern vor dem Hintergrund der nicht mehr vorhandenen Liquidität freigestellt sei, sich einen neuen Verein zu suchen. Die Wechselfrist verstrich jedoch am 30. November und die Dortmunder weigerten sich, vor Januar über den Fall Figura zu entscheiden. Ein vorläufiger Beschluss des DLV-Rechtsausschusses ermöglichte ihm am 16. Februar 2002 jedoch einen ersten Start für den VfL Wolfsburg im Zuge der Niedersächsischen Hallenmeisterschaften, obschon die LG Olympia auf eine Einhaltung des Vertrages drängte und im DLV-Bundesausschuss Wettkampforganisation zunächst auch einen Teilerfolg verbuchen konnte. Am 25. März bestätigte der Rechtsausschuss das Startrecht, da der Fußball- und Leichtathletik-Verband Westfalen es versäumt hatte, form- und fristgerecht die Freigabeverweigerungsgründe an den Niedersächsischen Leichtathletik-Verband weiterzugeben, der Figura am 3. Januar das Startrecht für Wolfsburg erteilt hatte. Aus sportlicher Sicht war das Jahr 2002 für den Bremer von den Europameisterschaften in München dominiert, die sein letzter großer Wettkampf werden sollte. Erneut belegte er mit der Staffel den siebten und letzten Rang im Finale. Im Herbst 2002 erkrankte Figura und litt mehrere Wochen an Magen-Darm-Problemen und einem Exanthem im Gesicht. Laut zweier ärztlicher Gutachten wies der Sportler Symptome einer Schimmelpilzinfektion auf. Er selbst führte diese auf den Genuss einer verunreinigten Flasche des Erfrischungsgetränks Coca-Cola am 12. Oktober zurück und verklagte den Konzern im darauf folgenden Jahr auf 50.000 Euro Schadensersatz. Nach seiner Genesung fand er nicht mehr den Anschluss an die deutsche Konkurrenz.
Am 13. Juli 2004 erklärte Figura seinen Rücktritt vom aktiven Sport und gab als Gründe für diese Entscheidung schlechte Trainingsbedingungen in Bremen, mangelnde Motivation sowie die unsauberen Methoden der Konkurrenz an, aber auch den Wunsch, sein Jurastudium zu beenden. Er war an der Universität Bremen immatrikuliert und promovierte 2008 über „Doping: Zwischen Freiheitsrecht und notwendigem Verbot“ zum Doktor der Rechtswissenschaften. Seit 2009 praktiziert er als zugelassener Rechtsanwalt. Figura ist Mitglied der Arbeitsgemeinschaft Sportrecht des Deutschen Anwaltvereins und der Kommission Jugend trainiert für Olympia der Deutschen Schulsportstiftung und zudem Pate von Jugend trainiert für Olympia.

## Persönliche Bestleistungen
Außen
| Disziplin | Ort       | Zeit    | Datum         |
| --------- | --------- | ------- | ------------- |
| 400 Meter | Stuttgart | 45,93 s | 30. Juni 2001 |

Halle
| Disziplin | Ort       | Zeit    | Datum            |
| --------- | --------- | ------- | ---------------- |
| 400 Meter | Karlsruhe | 46,58 s | 21. Februar 1999 |

## Auszeichnungen
- Bremer Sportler des Jahres: 1998, 1999, 2000